# Lago di Thun
Il lago di Thun (in tedesco Thunersee, in francese lac de Thoune) è un lago del Canton Berna, in Svizzera, che prende nome dall'omonima città. È un lago naturale formato dal fiume Aar appena dopo il lago di Brienz. Si formò in occasione dell'ultima glaciazione. Originariamente era unito al lago di Brienz. Il lago completo (Thun e Brienz) era chiamato "lago di Wendel" (in lingua tedesca Wendelsee). Si affacciano sul lago comuni appartenenti a quattro distretti:
- Frutigen: Krattigen;
- Interlaken: Beatenberg - Därligen - Interlaken - Leissigen - Unterseen;
- Niedersimmental: Spiez;
- Thun: Hilterfingen - Oberhofen am Thunersee - Sigriswil - Thun